# Юнссон, Лео
Лео Клас Эрик Юнссон (швед. Leo Klas Erik Jonsson; род. 16 апреля 2004) — шведский футболист, нападающий «Норрчёпинга».

## Клубная карьера
Является воспитанником «Норрчёпинга». Начиная с сезона 2022 года стал привлекаться к тренировкам с основной командой клуба, параллельно выступая за клуб-партнёр «Сюльвию». 1 сентября 2022 года впервые появился на поле в футболке основного состава «Норрчёпинга» в рамках матча второго раунда Кубка Швеции против «Тебю», выйдя на замену в концовке второго тайма. Начало 2023 года провёл также в «Сюльвии», выступая в первом дивизионе. 13 августа попал в заявку «Норрчёпинга» на матч с «Хальмстадом». В компенсированное ко второму тайму время Юнссон дебютировал в чемпионате Швеции, выйдя на замену вместо Исака Сигюргейрссона.

## Клубная статистика
| Выступление      | Выступление      | Выступление      | Лига | Лига | Кубки | Кубки | Конт. кубки | Конт. кубки | Итого | Итого |
| Клуб             | Лига             | Сезон            | Игры | Голы | Игры  | Голы  | Игры        | Голы        | Игры  | Голы  |
| ---------------- | ---------------- | ---------------- | ---- | ---- | ----- | ----- | ----------- | ----------- | ----- | ----- |
| Норрчёпинг       | Алльсвенскан     | 2022             | 0    | 0    | 1     | 0     | 0           | 0           | 1     | 0     |
| Норрчёпинг       | Алльсвенскан     | 2023             | 1    | 0    | 0     | 0     | 0           | 0           | 1     | 0     |
| Норрчёпинг       | Итого            | Итого            | 1    | 0    | 1     | 0     | 0           | 0           | 2     | 0     |
| Сюльвия          | Дивизион 1       | 2022             | 1    | 0    | 0     | 0     | 0           | 0           | 1     | 0     |
| Сюльвия          | Дивизион 1       | 2023             | 18   | 5    | 0     | 0     | 0           | 0           | 18    | 5     |
| Сюльвия          | Итого            | Итого            | 19   | 5    | 0     | 0     | 0           | 0           | 19    | 5     |
| Всего за карьеру | Всего за карьеру | Всего за карьеру | 20   | 5    | 1     | 0     | 0           | 0           | 21    | 5     |